# ارغوان (فیلم)
ارغوان فیلمی به کارگردانی امید بنکدار و کیوان علیمحمدی محصول سال ۱۳۹۳ است.

## داستان فیلم
این فیلم داستان یک زن و مرد است که در شب مرگ یک موزیسین معروف، برخورد اتفاقی‌شان روی گذشته و آینده هر دوی آنها تأثیر می‌گذارد.

## بازیگران
| بازیگر             | نقش         |
| ------------------ | ----------- |
| مهتاب کرامتی       | آوا         |
| مهدی احمدی         | فربد        |
| مرتضی اسماعیل کاشی | فرهاد       |
| نیکی نصیریان       | ارغوان      |
| آزاده صمدی         | لی لی       |
| شقایق فراهانی      | افروز       |
| الهام کردا         | خواهر افروز |
| مریم بوبانی        | مادام       |
| نسیم ادبی          | فرنگیس      |
| رابعه مدنی         |             |
| شیوا فلاحی         |             |